# Scopelosaurus mauli
Scopelosaurus mauli — вид авлопоподібних риб родини Notosudidae. Це морський, мезопелагічний вид, що поширений у всіх океанах на глибині до 300 м. Тіло сягає завдовжки до 11 см.